# Войтер Сергій Віталійович
Сергі́й Віта́лійович Во́йтер (нар. 13 березня 1979, м. Лохвиця, Полтавська область, Українська РСР — 26 серпня 2017, м. Харків, Україна) — молодший сержант Збройних сил України, доброволець, учасник російсько-української війни.

## Біографія
Народився 1979 року в місті Лохвиця на Полтавщині, у родині військовослужбовця. Шкільні роки пройшли на Уралі, у військовому селищі Свободний Свердловської області, що в 35 км від міста Нижній Тагіл. Навчався у місцевій середній школі № 25.
Після проходження строкової військової служби вступив до Владикавказького училища МВС. По закінченні навчання був направлений для подальшої служби в Москву, де дослужився до звання капітана внутрішніх військ (за іншими даними, служив у Головному розвідуправлінні ГШ РФ).
У 2001 році родина повернулася у Лохвицю. Того ж року одружився. Мешкав то у Лохвиці, то в Лубнах. Працював на різних роботах.
Під час російської збройної агресії проти України у 2014 році добровольцем пішов на фронт, воював у складі батальйону спецпризначення Нацгвардії «Донбас», пройшов бої за Іловайськ, бої за Дебальцеве, бої за Широкине. У квітні 2016 року демобілізувався, а у жовтні того ж року підписав контракт на військову службу в Збройних силах. Спочатку служив у 13-му окремому мотопіхотному батальйоні, незабаром перевівся до підрозділу, в який перейшли його побратими з БСП «Донбас», щоб лишатись на передовій, — у 16-й батальйон.
Молодший сержант, командир 2-го мотопіхотного відділення 1-го мотопіхотного взводу 3-ї мотопіхотної роти «Донбас» 16-го окремого мотопіхотного батальйону «Полтава» 58-ї окремої мотопіхотної бригади, військова частина А4590, м. Глухів.
Воював в районі міста Авдіївка, 2017 року разом зі своїм батальйоном вирушив на Луганщину, в район Бахмутської траси, села Кримське. Позиції роти були за кількасот метрів від окупованого Жолобка.
19 серпня 2017 року під час бою з диверсійно-розвідувальною групою противника, в районі Кримське — Жолобок, дістав тяжке вогнепальне наскрізне поранення грудної клітки з пошкодженням нирок і хребта. Тиждень боровся за життя, перебуваючи на штучній вентиляції легенів, помер 26 серпня о 7:30 в Харківському військовому шпиталі (Військово-медичний клінічний центр Північного регіону, м. Харків).
Похований 29 серпня в Лохвиці на Благовіщенському цвинтарі.
У Лохвиці залишились батьки, — Віталій Петрович та Ольга Василівна, дружина Людмила, дві доньки, — Тетяна 2000 р.н. та Анастасія 2006 р.н. На поховання приїздила сестра з Москви.

## Нагороди та вшанування
- Указом Президента України № 42/2018 від 26 лютого 2018 року, за особисту мужність і самовіддані дії, виявлені у захисті державного суверенітету та територіальної цілісності України, зразкового виконання військового обов'язку, нагороджений орденом «За мужність» III ступеня (посмертно)[5].
- Нагороджений відзнаками та медалями: відзнака командувача військ ОК «Південь» за оборону Маріуполя, почесна відзнака «Учасник бойових дій», медаль батальйону «Донбас» «За відвагу», медаль «За оборону рідної держави», знак народної пошани «Обов'язок, виконаний із честю».
- Занесений до Книги Пошани Полтавської обласної ради (посмертно)[6].